# El Saucillo, Chihuahua
El Saucillo är en ort i Mexiko.   Den ligger i kommunen Ocampo och delstaten Chihuahua, i den nordvästra delen av landet, 1 300 km nordväst om huvudstaden Mexico City. El Saucillo ligger 1 443 meter över havet och antalet invånare är 278.
Terrängen runt El Saucillo är bergig åt sydost, men åt nordväst är den kuperad. Runt El Saucillo är det mycket glesbefolkat, med 4 invånare per kvadratkilometer. Närmaste större samhälle är Ocampo, 12,9 km norr om El Saucillo. I omgivningarna runt El Saucillo växer huvudsakligen savannskog.